# Posti Group
Posti Group este o companie finlandeză divizată în patru grupuri de activități: Postal Services (Servicii poștale), Parcel and Logistics Services (Servicii de coletărie și logistică), Itella Russia și OpusCapita. Statul finlandez este unicul acționar al companiei. Posti Oy are o obligație de servicii universale incluzând, spre exemplu, livrări zilnice de corespondență și colete în toate municipalitățile Finlandei. 
În 2013, Posti a realizat vânzări nete în valoare de 1.977 milioane euro. Pentru deservirea clienților săi, Posti folosește 26.000 de angajați profesioniști.
Istoria Posti datează de aproape 400 de ani. Aproximativ 96% din vânzările nete provin din deservirea clienților corporativi și a organizațiilor. Principalii clienți ai companiei sunt industriile comerțului, serviciilor și media. Posten Åland este operatorul poștal independent pentru Insulele Åland.
Sediul principal al Posti se află în Pohjois-Pasila, în Helsinki. Operațiunile Posti sunt divizate în patru grupuri de activități. Grupul este condus de President & CEO Heikki Malinen[2] și Arto Hiltunen, președintele Consiliului de administrație. În anul 2013, grupul a înregistrat un număr mediu de 27.253 de angajați. Compania își desfășoară activitatea în unsprezece țări: (Letonia, Lituania, Norvegia, Polonia, Suedia, Germania, Slovacia, Finlanda, Danemarca, Rusia și Estonia).
Itella își desfășoară activitatea în unsprezece țări. 
- Letonia, Itella Information A/S și Itella Information A/S
- Lituania, Itella Information A/S și UAB Itella Logistics Arhivat în 18 septembrie 2010, la Wayback Machine.
- Norvegia, Itella Information AS și Itella Logistics AS
- Polonia, Itella Information sp. z o.o. Arhivat în 18 septembrie 2010, la Wayback Machine.
- Suedia, Itella Information AB și Itella Logistics AB
- Germania, Itella Information GmbH Arhivat în 18 octombrie 2010, la Wayback Machine.
- Slovacia, Itella Information s.r.o. Arhivat în 19 august 2010, la Wayback Machine.
- Finlanda, Itella Information, Itella Corporation, (compania mamă), Itella Logistics, Logia Software Oy și Itella Customer Relationship Marketing
- Danemarca, Itella Information A/S și Itella Logistics A/S
- Rusia OOO Itella Information Arhivat în 29 noiembrie 2010, la Wayback Machine., OOO ItellaNLC Arhivat în 17 octombrie 2010, la Wayback Machine. și OOO Itella Connexions Arhivat în 21 februarie 2007, la Wayback Machine.
- Estonia Itella Information AS Arhivat în 25 septembrie 2010, la Wayback Machine., Itella Logistics OÜ Arhivat în 3 august 2010, la Wayback Machine. și Logia Estonia OÜ

## Mărci
Itella își deservește clienții corporativi internaționali prin intermediul mărcii Itella, iar pe cei de pe teritoriul Finlandei prin intermediul mărcii Posti.
Începând cu luna februarie 2011, Finlanda va fi prima țară din lume care va primi întreaga corespondență, publicațiile, coletele și materialele de publicitate directă prin intermediul serviciului de livrare Posti pentru neutralizarea emisiilor de carbon. Acest serviciu nu presupune taxe suplimentare pentru clienți.

## Istoric
1. 6 septembrie 1638: Guvernatorul General Per Brahe cel Tânăr pune bazele unui sistem de servicii poștale pe teritoriul Finlandei. La acea vreme, Finlanda era parte integrantă a Suediei.
2. 1811: Este înființat un sistem de administrare centrală care preia serviciile poștale din Marele Ducat autonom al Finlandei.
3. 1845: Sunt puse bazele unui sistem de preluare / livrare a coletelor poștale.
4. 1856: Apar primele timbre.
5. 1858: Este înființat serviciul de livrare a scrisorilor și ziarelor la domiciliu.
6. Începând cu anii 1860: Poșta devine una dintre primele instituții care angajează femei.
7. 1927: Serviciile de telegraf fuzionează cu cele poștale.
8. 1981: Denumirea de „Poștă și Telegraf” este modificată în cea de „Poștă și Telecomunicații”.
9. 1990: Serviciile de Poștă și Telecomunicații devin primele servicii de interes public care beneficiază de un buget separat de la Stat.
10. 1994: Serviciile de Poștă și Telecomunicații sunt reorganizate ca parte a Grupului Suomen PT, cu cele două filiale, Finland Post Corporation (Corporația Poștală Finlandeză) pentru servicii de corespondență și Telecom Finland Oy (devenită ulterior Sonera Oy) pentru servicii de telecomunicații.
11. 1998: Grupul Suomen PT este divizat în Corporația Poștală Finlandeză și Sonera Oy, ambele aflate în proprietatea Statului.
12. 2001: Corporația Poștală Finlandeză devine o companie publică.
13. 2002: Ramura activităților de logistică a informației este extinsă și în Germania, iar ramura activităților de logistică  a afacerilor în Estonia.
14. 2004: Ramura activităților de logistică a afacerilor este extinsă în Estonia, Letonia și Lituania.
15. 2005: Ramura activităților de logistică a afacerilor este extinsă în Danemarca, Letonia și Lituania.
16. 2006: Ramura activităților de logistică a afacerilor este extinsă în Suedia și Norvegia.
17. 1 iunie 2007: Denumirea corporației este modificată în Itella Corporation. Schimbarea se datorează faptului că activitățile corporației devin din ce în ce mai variate, având un caracter internațional.
18. 2008: Itella își extinde activitățile în Rusia prin achiziționarea grupului de logistică NLC (Compania Națională de Logistică) și a societății de consultanță de marketing privind relația cu clienții Connexions. Itella își extinde activitatea în Polonia prin achiziționarea societății de logistică a informației BusinessPoit S.A.
19. 2009: Activitățile de logistică a informației se extind în Rusia și în alte țări din Europa Centrală și de Est. Noua filială Itella IPS Oy (Itella Payment Services – Servicii de Plată Itella) achiziționează licența unei societăți de efectuare a plăților.

1. ↑  GRID Release 2017-05-22[*] Verificați valoarea |titlelink= (ajutor)
2. ↑   https://www.lobbyfacts.eu/datacard/posti-group-oyj?rid=231418115347-05 Lipsește sau este vid: |title= (ajutor)